# Emily Cummins
Emily Jayne Cummins (11 de febrero de 1987) es una inventora y empresaria británica.

## Trayectoria
Cummins es estudiante de Gestión y Sostenibilidad en la Universidad de Leeds.
A su entrada en un concurso de diseño sostenible, desarrolló un portador de agua movible para los trabajadores manuales de África, lo que le valió el premio de la mujer tecnológica para el Futuro en 2006.
Desarrolló un nuevo diseño del refrigerador por evaporación, basado en el enfriador por evaporación zeer originalmente inventado y desarrollado por Mohammed Bah Abba, que puede ser utilizado para el transporte y almacenar drogas sensibles a la temperatura en los países en desarrollo, por la que ella ganó el premio  Mujer Innovadora del Año 2007 de la Red femenina de inventores e innovadores británicos así como el patrocinio de £ 12.000 por parte de NESTA. En 2009 Jayne Cummins fue nombrada una de las mujeres Barclays del año por el dispositivo. En 2010 Cummings fue seleccionada en Oslo como una mujer de negocios para la Paz honrada por un jurado de premios Nobel durante una ceremonia en Noruega. Cada año la Cámara Júnior Internacional rinde homenaje a diez personas sobresalientes menores de 40 años, y en 2010 fue galardonada en una ceremonia en Japón por su "trabajo extraordinario en el diseño de producto sostenible e innovación".